# Lokomotiw Moskwa (hokej na lodzie)
Lokomotiw Moskwa (ros. Локомотив Москва) – rosyjski klub hokejowy z siedzibą w Moskwie.
Przez lata drużyna występowała w lidze radzieckiej.

## Sukcesy
- Brązowy medal mistrzostw ZSRR: 1961
- Puchar Spenglera: 1967, 1969
- Złoty medal wyższej ligi: 1971